# Diana (Waffenhersteller)

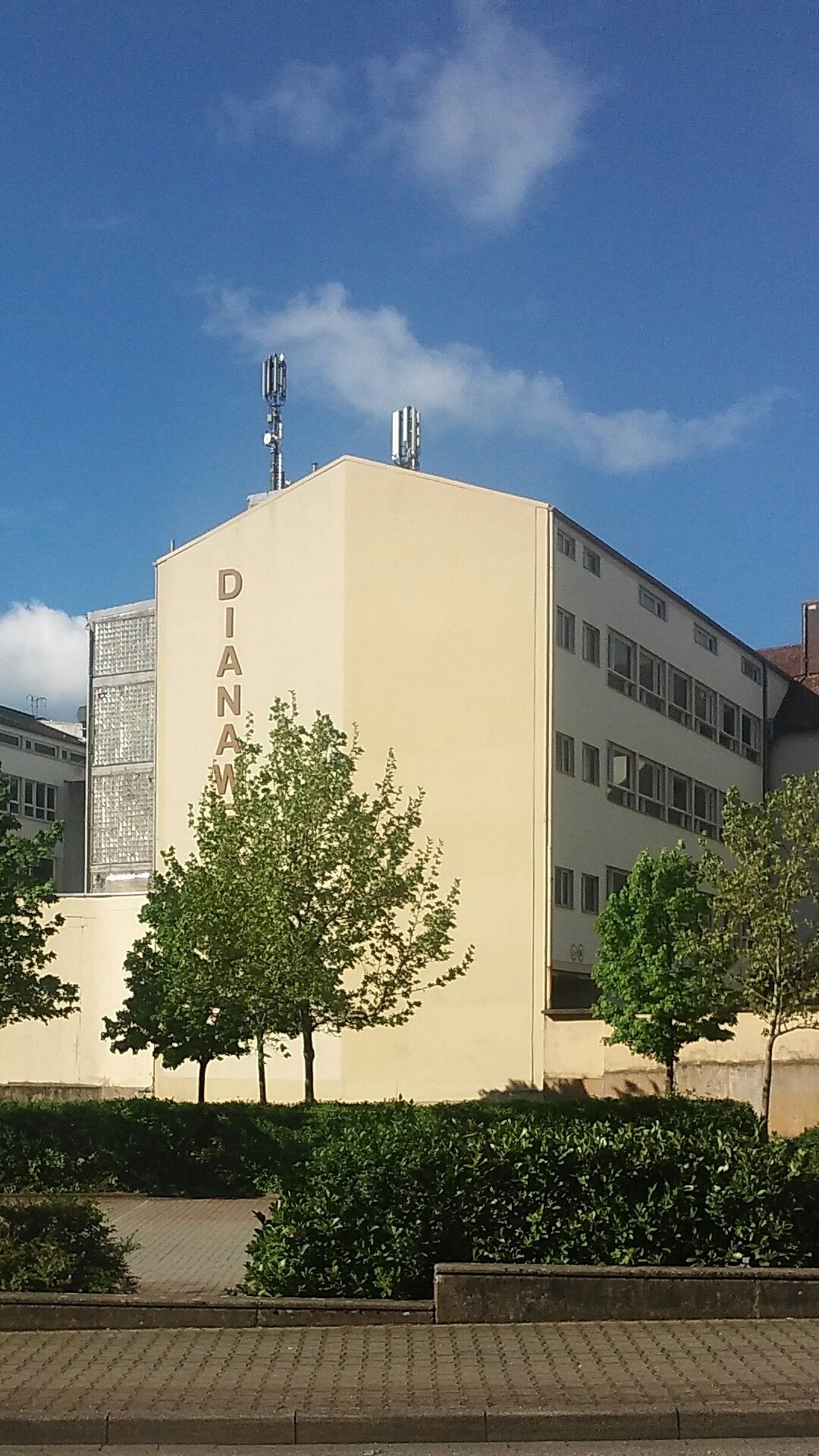
Das ehemalige Diana-Werk in Rastatt. Die Produktion an diesem Standort wurde 2015 eingestellt.

Die Firma DIANA Mayer & Grammelspacher GmbH & Co.KG ist ein deutscher Hersteller von Druckluft- und Kleinkaliberwaffen mit Sitz in Ense, Nordrhein-Westfalen.

## Geschichte
Die Firma Diana wurde 1890 von Jakob Mayer und Josef Grammelspacher gegründet, die Fabrik wurde in Rastatt erbaut. Inspiriert von der Jagdgöttin Diana wurde ihr Name zum Firmennamen gewählt. Im Jahr 1908 wurde auf Jakob Mayer die erste Patenturkunde des kaiserlichen Patentamtes ausgestellt.
Die frühen Diana-Luftgewehre besaßen noch keinen Vorderschaft. Die Schützen griffen noch auf das blanke Metall des Laufes. 1930 wurden sogenannte „Eureka-Gewehre und Pistolen“, die nur Gummipfeile verschossen, für jüngere Kunden entwickelt. Im Jahr 1947 erfolgte eine komplette Demontage der Werksanlagen, 1950 wurde das Werk dann wieder neu aufgebaut.
1960 wurde das Modell 60 Luftgewehr entwickelt. Es war zu seiner Zeit das einzige erschütterungs- und prellschlagfreie Luftgewehr. Der Prellschlag wurde durch das von Diana patentierte Doppelkolbenprinzip eliminiert. Auch das spätere Seitenspanner-Modell 75 arbeitete mit dem Doppelkolbensystem. Die Modelle 48–52 wurden ab 1987 hergestellt. Sie waren eine Neuentwicklung mit Starrlauf und seitlichem Spannhebel für noch mehr Reichweite als bei herkömmlichen damaligen Druckluftwaffen. Mit dem Modell 54 Airking hat Diana ein weiteres Starrlaufgewehr mit seitlichem Spannhebel auf den Markt gebracht, welches über ein Rücklaufsystem verfügt. Es ist das einzige prellschlagfreie Weitschussluftgewehr mit Federdruck.
Die Sportschützin Silvia Sperber gewann mit einem Diana-Kleinkalibersystem bei den Olympischen Sommerspielen 1988 in Seoul eine Goldmedaille. Im Jahr 2000 wurde das Modell „350 Magnum“ eingeführt. Es war damals das weltweit stärkste Weitschussluftgewehr mit einer Mündungsgeschwindigkeit von 380 m/s. Inzwischen haben auch andere Hersteller starke Weitschussluftgewehre im Angebot.
Mit der Luftpistole LP 5 Magnum bietet Diana eine der stärksten Federdruckpistolen an, die eine Mündungsgeschwindigkeit von 175 m/s erreicht. Mit über 10 Millionen Kunden in 60 Ländern der Erde zählt Diana auch heute zu den führenden Anbietern von Federdruckluftwaffen. Neben der Herstellung von Druckluftwaffen arbeitet Diana in der Oberflächentechnik. Für diverse Unternehmen werden Oberflächenveredelungen, vornehmlich Brünierungen, durchgeführt.
Im Jahr 2014 wurde das Unternehmen durch die German Sport Guns GmbH (GSG) übernommen. Diese gehört ihrerseits zu 51 % der L & O Holding aus Emsdetten. Diana stellte die Produktion von Waffen an ihrem Rastatter Standort 2015 ein. Für eine anschließende Nutzung des Werksgeländes wird seit 2018 die Umwandlung in ein Wohngebiet diskutiert. Nach der Übernahme durch die GSG wurde der Unternehmenssitz von Rastatt nach Ense in Nordrhein-Westfalen verlegt, wo auch die GSG ihren Sitz hat. Laut eigenen Angaben wird die Produktion der sogenannten „Performance Line“ am Standort Ense fortgeführt, während die günstigeren Modelle, wie schon vor der Übernahme, in Asien gefertigt werden.
Historische Modelle:

LP 6, LP 6G, beide mit Doppelkolbensystem für Prellschlagfreiheit, Mikrometervisier höhen und seitenverstellbar, auswechselbares Korn, gezogener Lauf, Mündungsgeschwindigkeit 125 m/s

## Aktuelle Produktpalette

### Kipplaufgewehre
- bis 175 m/s: Modelle Panther 21, 240 Classic
- bis 300 m/s: Modelle 28, Panther 31 (auch in Compact und Professional Version), 34 (verschiedene Versionen), 45
- bis 380 m/s: Modelle 350 Magnum (auch in Classic, Compact, Professional, Superior, Laminated Ausführung), Panther 350 Magnum
- Diana Modell 23

### Starrlaufgewehre
- Unterhebelspanner: Modelle 46 Stutzen, 460 Magnum, Modell 50
- Seitenspanner: Modelle 48, 52 (verschiedene Ausführungen), 54 Airking (prellschlagfrei)
Pistolen

LG 52 mit ZF Montage und ZF DIANA 3–9×40

- Modell 5 G, Modell LP 5 Magnum, Modell LP 8 Magnum

### Targethunter-Serie
Unter dem Label TH-Targethunter werden Unterhebel- und Seitenspannermodelle in High-End Ausführung mit Lochschäften angeboten. Angeboten werden derzeit der prellschlagfreie Seitenspanner Mod. 56 TH sowie die Unterhebelspanner Mod. 470 TH und Mod. 440 TH. Die Modelle sind für das jagdliche Schießen und für den Einsatz in der Disziplin Field Target konzipiert.
Das Waffenzubehör umfasst: Zielfernrohre, Montagen, Zweibeine, diverse Kugeln, Schalldämpfer und Laufgewichte sowie Accessoires.